# Минашвили, Мамука Теймурович
Маму́ка Тейму́рович Минашви́ли (груз. მამუკა თეიმურის ძე მინაშვილი; 3 апреля 1971, Тбилиси, Грузинская ССР, СССР) — грузинский футболист, нападающий.

## Карьера
Футболом начал заниматься в 1979 году. Воспитанник Аваза-ДЮШ. В 1988 провел сезон в дубле Динамо (Тбилиси), с 1989 — игрок Шевардени.
В 1990 дебютировал в первом чемпионате Грузии по футболу, играл за Шевардени. В течение трех лет провел в команде 152 игры, забил 47 мячей.
В сезоне 1993/94 провел 14 игр за Иверию (Хашури).
Играл в «Крыльях Советов» с 1994 по 1998 года. Был первым грузинским легионером «Крыльев».
В 1999 выставлен на трансфер, провел сезон в аренде в Чкаловце.
В 2000 пытался закрепиться в составе нижегородского «Локомотива», но прошёл только один сбор и был отправлен домой.

## Достижения
- Бронзовый призёр чемпионата Грузии: 1993